# Apistosia humeralis
Apistosia humeralis là một loài bướm đêm thuộc phân họ Arctiinae, họ Erebidae.